# ラインレーザー
ラインレーザー(英: Line laser、独: Linienlaser)とは、レーザー光源と光学レンズを用いて、レーザー照射を点ではなく線として投影する装置のことである。シリンドリカルレンズやパウエルレンズを介してレーザー照射を行うことで線状のレーザーを投影する場合もある。またラインレーザーと同じものをシートレーザーと呼ばれることもある。
用途に応じて、単独でレーザー照射を行い線を投影したり、複数台のラインレーザーを用いて十字などパターンを投影する場合もある。また単独で十字型のレーザーを投影できるものをクロスレーザーという。土木建築やインテリアデザインでは、建築現場や構造物の水平出しにラインレーザーが使用されている。
現在レーザー光の安全基準 を定めたEN 60825-1では、ラインレーザーは「拡張光源」(英: Extended source)と定められている。レーザー光の危険性はこの定義に伴いEN 60825-1に定められる補正係数によって決まる。通常のポイントレーザーである「集光型レーザー」とは対照的に、ラインレーザーは、レーザークラス1または2に分類されるために、より高い出力を備えることができる。

## 用途
- 位置決めレーザー
- 回折光学素子
- キャリブレーション
- 水準器
- 3Dスキャナー
- ライトセクション
- デジタル画像処理
- マシンビジョン
- レーザースキャナー
- レーザー墨出し器
- レーザー水準器
- 測量
- ワイヤートラップ

## メーカー

### モジュール
- LAP GmbH Laser Applikationen (ドイツ)
- Z-Laser GmbH (ドイツ)
- Picotronic GmbH (ドイツ)
- MediaLas Electronics GmbH (ドイツ)
- Delta Lasers Technology Ltd (ブルガリア)

### レーザー墨出し器
- HiKOKI
- マキタ
- パナソニック
- TAJIMA
- マックス
- DeWalt(英語版)

1. ↑  “シリンダーレンズとは？ | Edmund Optics”. www.edmundoptics.jp. 2021年11月12日閲覧。
2. ↑  “Laserline Optics Canada Inc.”. 株式会社ルミネックス - LASERS AND OPTO-ELECTRONIC DEVICES. (2021年6月26日). 2021年11月12日閲覧。
3. ↑  “レーザーポインター ラインレーザー クロスレーザー 総合 トミタ | イプロスものづくり”. ものづくり向けデータベースサイト イプロスものづくり. 2021年11月12日閲覧。
4. ↑  “IEC60825-1－ Safety of Laser Products｜FACTORIST｜キーエンス”. IEC60825-1－ Safety of Laser Products｜FACTORIST｜キーエンス. 2021年11月12日閲覧。